# Bataan

Bataan

Bataan – prowincja na Filipinach, położona w środkowo-zachodniej części wyspy Luzon na półwyspie Bataan. Od zachodu granicę wyznacza Morze Południowochińskie, od północy prowincja Zambales, od wschodu prowincja Pampanga i Zatoka Manilska. Powierzchnia: 1372,98 km² Liczba ludności: 662 153 mieszkańców (2007). Gęstość zaludnienia wynosi 482,3 mieszk./km². Stolicą prowincji jest Balanga.